# 港華智慧能源
港華智慧能源有限公司（英語：Towngas Smart Energy Company Limited，港交所：1083）舊名港華燃氣有限公司，為中國大陸的能源企業，從事燃氣業務和智慧能源業務。

## 历史
公司在開曼群島註冊，為恆基兆業系內公司之一，李家傑和李家誠為聯席主席。
業務主要在涉及在中華人民共和國從事分布式能源、零碳智慧園區、太陽能光伏、等再生能源，以及管道燃氣業務。
股份自2001年4月在香港交易所創業板上市，當時股份代碼為8132.HK。直至在2005年12月轉至主板上市，股份代碼為1083.HK。
港燃從20世紀90年代中期開始涉足中國燃氣領域，憑藉其獨特的優勢和高效率的發展模式，通過與目標市場內最具實力和競爭優勢的國有燃氣生產、銷售和儲運企業的合資合作，先後在安徽、福建、廣東、廣西、貴州、黑龍江、河北、湖南、內蒙古、江蘇、江西、吉林、遼寧、山東、四川、雲南、浙江及重慶市等18個省/自治區/直轄市成立超過93家控股企業。2007年3月，港燃（前稱百江燃氣）成功完成與香港中華煤氣的策略重組，後者成為港燃之大股東。2006年12月4日，中華煤氣宣佈32.31億港元把中國十家管道燃氣資產和相關業務連股東貸款售予百江燃氣，因百江燃氣只以每股4.18元發行7.72億新股支付代價，中華煤氣因此持有百江燃氣44%股權，取代原大股東威華達(港交所：622) 成為新大股東，並達至使中華煤氣的中國管道燃氣項目上市。2007年5月23日，百江燃氣更名為「港華燃氣有限公司」，英文名稱則更改為「TOWNGAS CHINA COMPANY LIMITED」。
2021年10月24日，港華燃氣有限公司更名為「港華智慧能源有限公司」，英文名稱則更改為「Towngas Smart Energy Company Limited」。

## 外部連結
- 港華智慧能源有限公司 （页面存档备份，存于）